# Augusto Isaac de Esaguy
Augusto Isaac de Esaguy OSE (1899 — 1961) foi um médico e escritor português.

## Biografia
Nasceu em 1899.
Foi diplomado em dermatologia pela Universidade de Paris.´
Foi um defensor da Independência de Cuba e promotor das relações entre aquele país e Portugal, tendo sido o médico da Legação de Cuba em Lisboa, e companheiro do diplomata Antonio Iraizoz, e do embaixador Enrique Loynaz del Castillo.
Também exerceu como publicista. Notabilizou-se pela criação de uma rica obra literária e científica, especialmente sobre literatura e medicina. Escreveu sobre a história da medicina portuguesa, e sobre várias doenças de pele e sífilis. Colaborou igualmente nas publicações Ilustração, Riso da vitória e Gazeta dos Caminhos de Ferro.
Morreu em 1961.

## Homenagens
Em 1 de agosto de 1932, a Gazeta dos Caminhos de Ferro relatou que Augusto De Esaguy tinha sido condecorado pelo governo cubano com uma Comenda na Ordem de Carlos Manuel de Céspedes.
Em 1 de novembro de 1933, a Gazeta dos Caminhos de Ferro noticiou que Augusto de Esaguy tinha recebido o oficialato da Ordem Militar de Sant'Iago da Espada, por proposta do ministro da Instrução Pública.

## Obras publicadas
- Torturados (1919)
- Nótulas relativas às ágoas de Inglaterra: inventadas pelo Dr. Jacob de Castro Sarmento e hoje preparadas por André Lopes de Castro (1931)
- Apontamentos de história da medicina (1931)
- Apologia da agoa de Inglaterra da Real Fábrica (1812) (1931)
- Grandezas e misérias de Israel (1939)
- Jacob de Castro Sarmento, notas relativas à sua vida e à sua obra (1946)
- A abertura da Escola Médica de São Paulo da Assunção de Luanda, 1791, documentos (1951)
- Nótulas para a história da medicina de Angola; documentos  (1952)
- Uma carta inédita do Dr. Jacob de Castro Sarmento (1953)
- Oração e juramento médico de Moisés Maimonide e Amato Lusitano (1955)